# 日琫
日琫（にっぽう、1731年3月1日（享保16年1月23日） - 1803年7月14日（享和3年5月26日））は、大石寺第37世法主。

## 略歴
- 1731年（享保16年）1月23日、加賀国金沢に誕生。
- 1776年（安永5年）4月18日、大坊に入る。5月3日、36世日堅より法の付嘱を受け37世日琫として登座。
- 1777年（安永6年）春、日珠（9歳）、日琫の室に入る。
- 1781年（天明元年）8月10日〜16日、大聖人第500遠忌を修す。
- 1782年（天明2年）4月8日、日量（12歳）、日琫の室に入る。
- 1783年（天明3年）4月28日、法を38世日泰に付し寿命坊に移る。
- 1785年（天明5年）2月20日、38世日泰寂。6月1日、法を39世日純に付嘱す。
- 1786年（天明6年）秋、日純、退隠し日琫再往す。
- 1789年（寛政元年）春、大石寺宝蔵再建起工。
- 1791年（寛政3年）7月11日、法を40世日任に付嘱し寿命坊に移る。
- 1803年（享和3年）5月26日、73歳で死去した。

| 先代 日堅 | 大石寺住職一覧 | 次代 日泰 |